# Épidaure (cité antique)
 (novembre 2020).
Si vous disposez d'ouvrages ou d'articles de référence ou si vous connaissez des sites web de qualité traitant du thème abordé ici, merci de compléter l'article en donnant les références utiles à sa vérifiabilité et en les liant à la section « Notes et références ».
Épidaure (en grec ancien 
Eπίδαυρος) est une ancienne cité grecque d'Argolide. Elle est célèbre pour avoir abrité un sanctuaire panhellénique dédié à Asclépios et un théâtre.

## Histoire
Épidaure est fondée au IIe millénaire av. J.-C. Au début, il s'agit d'une petite cité rurale sans grande importance politique. Ce sont des colons d'Épidaure qui s'installèrent à Samos, vers -1000. À l'origine, la cité était gouvernée par un roi. Au fil du temps, le trône finira par être remplacé par un gouvernement oligarchique. À la fin du VIIe siècle av. J.-C. ou au début du siècle suivant, Proclès renverse la faction aristocrate et instaure une tyrannie. Il marie sa fille Mélissa à Périandre, tyran de Corinthe.
Comme toutes les cités d'Argolide, Épidaure reste longtemps sous d'influence d'Argos, puis, à partir du VIe siècle av. J.-C., est soumise à Sparte.
À l'Époque classique (507-323 av. J.-C.), on pratique la médecine par les songes au sanctuaire d'Asclépios, ce dernier faisant la renommée de la cité. Ce sanctuaire dispose de plusieurs bâtiments publics, dont un grand temple construit au début du IVe siècle av. J.-C. Les Jeux aclépiens sont organisés dans le cadre du culte du dieu de la médecine dans le sanctuaire. 
Au IVe siècle av. J.-C., un théâtre est construit sur le site du sanctuaire. Il s'agit de l'un des plus grands théâtres de la Grèce antique.